# جورج برايتون (سياسي)
جورج برايتون هو محامي وقاضي وسياسي أمريكي، ولد في 8 فبراير 1772، وتوفي في 7 مارس 1837. انتخب عضو جمعية ولاية نيويورك ‏ وانتخب عضو مجلس ولاية نيويورك ‏.